# 戸原玄
戸原 玄（とはら　はるか、1972年1月19日 - ）は、日本の歯科医師・歯学者。東京医科歯科大学大学院医歯学総合研究科老化制御学系口腔老化制御学講座摂食嚥下リハビリテーション学分野教授。

## 経歴
1997年東京医科歯科大学卒業、2002年同大学院修了。以後、東京医科歯科大学歯学部附属病院医員、助教、日本大学歯学部准教授を経て2013年より東京医科歯科大学准教授、2020年より東京医科歯科大学教授に就任。

## 著作
- 佐々木淳 編「高齢者に対する予防医学的アプローチ」『これからの医療と介護のカタチ : 超高齢社会を明るい未来にする10の提言』前田圭介、戸原玄述、日本医療企画、2016年12月。ISBN 9784864395168。 NCID BB22693014。
- 平野浩彦、飯島勝矢、菊谷武、渡邊裕、戸原玄 編『実践! オーラルフレイル対応マニュアル』（第1版）公益財団法人東京都福祉保健財団、東京都新宿区、2016年10月7日。ISBN 978-4-902042-55-9。 NCID BB22587786。
- 戸原玄 他 著、出江紳一、鎌倉やよい、熊倉勇美、弘中祥司、藤島一郎、松尾浩一郎、山田好秋 編『摂食嚥下リハビリテーション』監修 才藤栄一、植田耕一郎（第3版）、医歯薬出版、2016年9月。ISBN 978-4-263-44447-4。 NCID BB22100859。
- 飯島勝矢、戸原玄、矢澤正人 編『老いることの意味を問い直す フレイルに立ち向かう』監修 新田國夫、クリエイツかもがわ、2016年7月31日。ISBN 9784863421912。 NCID BB22077928。
- 岩佐康行、古屋純一、戸原玄、大野友久、原豪志 著、松尾浩一郎 編『５つのテーマでわかる若手歯科医師のための高齢者歯科ハンドブック 全身疾患・義歯・口腔ケア・摂食嚥下・訪問診療』医歯薬出版、2016年6月20日。ISBN 9784263444733。 NCID BB21616186。
- 編集主幹 森戸光彦 編集委員 武井典子、金澤紀子、松山美和、戸原玄、日山邦枝、佐藤陽子、小原由紀 編『歯科衛生士のための口腔機能管理マニュアル 高齢者編』監修 日本歯科衛生士会、医歯薬出版、2016年5月25日。ISBN 9784263422212。 NCID BB21616630。
- 山治久、村上秀明、稲垣幸司、荒川浩久、新井一仁、酒巻裕之、福島正義、高阪利美、若林則幸、戸原玄、須佐千明、角保徳、石田瞭 著、松井恭平、森崎市治郎、白鳥たかみ、船奥律子 編『歯科衛生士のための歯科臨床概論』医歯薬出版、2016年3月。ISBN 978-4-263-42217-5。 NCID BB21127270。
- 戸原玄 他 著、日本老年歯科医学会 編『老年歯科医学用語辞典』（第2版）医歯薬出版、2016年3月。ISBN 978-4-263-45793-1。 NCID BB21105686。
- 日本摂食嚥下リハビリテーション学会、出江紳一、戸原玄、尾崎研一郎 編『日本摂食嚥下リハビリテーション学会eラーニング対応 第3分野 摂食嚥下障害の評価 Ver.2』医歯薬出版、2016年1月。ISBN 978-4-263-44887-8。 NCID BB2065736X。
- 日本摂食嚥下リハビリテーション学会、出江紳一、柴田斉子、戸原玄、尾崎研一郎 編『日本摂食嚥下リハビリテーション学会eラーニング対応 第1分野 摂食嚥下リハビリテーションの全体像 Ver.2』医歯薬出版、2015年12月。ISBN 978-4-263-44885-4。 NCID BB20577293。
- 日本摂食嚥下リハビリテーション学会、出江紳一、石野智子、戸原玄、尾崎研一郎 編『日本摂食嚥下リハビリテーション学会eラーニング対応 第5分野 摂食嚥下障害患者の栄養 Ver.2』医歯薬出版、2015年12月。ISBN 978-4-263-44890-8。 NCID BB2020872X。
- 日本摂食嚥下リハビリテーション学会、出江紳一、小島千枝子、小山珠美、戸原玄、尾崎研一郎 編『日本摂食嚥下リハビリテーション学会eラーニング対応 第4分野 摂食嚥下リハビリテーションの介入 Ver.2 II直接訓練・食事介助・外科治療』医歯薬出版、2015年10月。ISBN 978-4-263-44889-2。 NCID BB19746575。
- 戸原玄 他 著、森戸光彦、山根源之、櫻井薫、羽村章、下山和弘、柿木保明 編『老年歯科医学』医歯薬出版、2015年10月。ISBN 978-4-263-45789-4。 NCID BB19564239。
- 日本摂食嚥下リハビリテーション学会、出江紳一、小島千枝子、柴田享子、戸原玄、尾崎研一郎 編『日本摂食嚥下リハビリテーション学会eラーニング対応 第4分野 摂食嚥下リハビリテーションの介入 Ver.2 I口腔ケア・間接訓練』医歯薬出版、2015年9月。ISBN 978-4-263-44888-5。 NCID BB19566380。
- 日本摂食嚥下リハビリテーション学会、出江紳一、田角勝、戸原玄、尾崎研一郎 編『日本摂食嚥下リハビリテーション学会eラーニング対応 第6分野 小児の摂食嚥下障害 Ver.2』医歯薬出版、2015年6月。ISBN 978-4-263-44891-5。 NCID BB19104385。
- 日本摂食嚥下リハビリテーション学会、出江紳一、福永真哉、戸原玄、尾崎研一郎 編『日本摂食嚥下リハビリテーション学会eラーニング対応 第2分野 摂食嚥下リハビリテーションの前提 Ver.2』医歯薬出版、2015年6月。ISBN 978-4-263-44886-1。 NCID BB19103939。
- 高橋清美、戸原玄 編『精神疾患の摂食嚥下障害ケア』医歯薬出版、2014年9月5日。ISBN 9784263235898。 NCID BB16452090。
- 戸原玄 編『シニア世代のお口を守り健康長寿に導くプロをめざそう』デンタルダイヤモンド社〈DH style増刊号〉、2014年9月1日。ISBN 9784885103070。 NCID BB16524715。
- 『器官の異常と誤嚥・摂食嚥下のメカニズム』監修 里田隆博、戸原玄、医歯薬出版〈CGと機能模型でわかる！〉、2014年8月20日。ISBN 9784263421970。 NCID BB16420436。
- 戸原玄 他『歯科口腔保健の推進に向けて ライフステージに応じた歯科保健指導ハンドブック』監修 公益社団法人日本歯科衛生士会、医歯薬出版、2014年4月20日。ISBN 978-4-263-42196-3。 NCID BB15183404。
- 新田國夫、戸原玄、矢澤正人 編『食べることの意味を問い直す 物語としての摂食・嚥下』クリエイツかもがわ、2014年3月5日。ISBN 9784863421288。 NCID BB15341287。
- 戸原玄 編『知っておきたい!摂食・嚥下評価と治療の進歩』全日本病院出版会〈Monthly book medical rehabilitation〉、2014年2月。ISBN 9784881177129。 NCID BB15060630。
- 岸本裕充、戸原玄 編『誤嚥性肺炎を防ぐ摂食ケアと口腔ケア』照林社〈エキスパートナース臨時増刊号〉、2013年10月20日。 NCID BB13804613。
- 戸原玄、合場千佳子、田村清美 編『高齢者歯科』監修 全国歯科衛生士教育協議会（第2版）、医歯薬出版〈最新歯科衛生士教本〉、2013年9月。ISBN 978-4-263-42835-1。 NCID BB1352308X。
- 『摂食・嚥下と誤嚥のメカニズム』監修 里田隆博、戸原玄、医歯薬出版〈CGと機能模型でわかる！　〉、2013年3月20日。ISBN 9784263421895。 NCID BB1212417X。
- 井上孝、石和久、松坂賢一、小川郁子、栗原英見、柿木保明、戸原玄、安彦善裕 著、井上孝 編『歯科医師とスタッフのための臨床検査 安全な口腔保健・医療に向けて』医歯薬出版、2012年5月10日。ISBN 9784263456552。 NCID BB09119648。
- 井上孝、石和久、松坂賢一、小川郁子、柿木保明、戸原玄、安彦善裕 著、松井恭平、栗原英見、高阪利美、畠中能子 編『臨床検査』監修 全国歯科衛生士教育協議会、医歯薬出版〈最新歯科衛生士教本〉、2012年2月。ISBN 978-4-263-42829-0。 NCID BB08273926。
- 戸原玄 他 著、編集代表 金子芳洋 編著 馬場尊、山田好秋、向井美惠、水上美樹、植田耕一郎、植松宏、佐藤陽子、江川広子 編『歯科衛生士のための摂食・嚥下リハビリテーション』公益社団法人日本歯科衛生士会、医歯薬出版、2011年4月。ISBN 978-4-263-42173-4。 NCID BB0580919X。
- 日本摂食・嚥下リハビリテーション学会、馬場尊、戸原玄 編『日本摂食・嚥下リハビリテーション学会eラーニング対応　第3分野 摂食・嚥下障害の評価』医歯薬出版、2011年1月。ISBN 978-4-263-44863-2。 NCID BB04773610。
- 高橋清美、戸原玄、寺尾岳 編『精神科看護らしい口腔ケアへの探求』精神看護出版、2010年12月24日。ISBN 9784862940308。 NCID BB04594917。
- 戸原玄、武原格、野原幹司 編『DVD&ブックレット　摂食・嚥下障害検査のための内視鏡の使い方 60分DVDビデオ付き』医歯薬出版、2010年6月1日。ISBN 9784263443125。 NCID BB02354118。
- 山脇正永、野村徹、大川淳、清水充子、千葉由美、戸原玄 著、山脇正永、野村徹 編『HAZOP 誤嚥・嚥下障害のリスクマネジメント　Hazard and Operative study法による評価と対策』医歯薬出版、2009年8月25日。ISBN 9784263731215。 NCID BA91261463。
- 戸原玄、野原幹司、石田瞭 編『訪問歯科診療ではじめる摂食・嚥下障害へのアプローチ』監修 植松宏、医歯薬出版、2007年9月10日。ISBN 9784263442494。 NCID BA83609590。
- 戸原玄 編『訪問で行う摂食・嚥下リハビリテーションのチームアプローチ』全日本病院出版会、2007年9月。ISBN 9784881170366。 NCID BA83922355。
- 戸原玄 他 著、鎌倉やよい、熊倉勇美、藤島一郎、山田好秋、馬場尊、弘中祥司 編『摂食嚥下リハビリテーション』監修 才藤栄一、向井美惠（第2版）、医歯薬出版、2007年9月。ISBN 978-4-263-44247-0。 NCID BA83317562。
- 千葉由美、山脇正永、戸原玄 編『摂食・嚥下障害のVF実践ガイド : 一歩進んだ診断・評価のポイント』監修 植松宏、南江堂、2006年5月。ISBN 9784524240838。 NCID BA7685861X。
- 戸原玄 他『セミナー わかる！ 摂食・嚥下リハビリテーション　1巻　評価法と対処法』監修 植松宏、医歯薬出版、2005年8月。ISBN 978-4-263-44881-6。 NCID BA73493106。
- 戸原玄、永長周一郎、中村康典 著、角保徳、植松宏 編『5分でできる口腔ケア 介護のための普及型口腔ケアシステム』医歯薬出版、2004年5月。ISBN 978-4-263-44168-8。 NCID BA67805215。

## 所属団体
- 日本歯科医学会
  - 日本老年歯科医学会 理事[4]
  - 日本障害者歯科学会 代議員[5]
- 日本摂食・嚥下リハビリテーション学会
- 日本嚥下医学会
- 日本在宅医学会